# 飾磨港駅
飾磨港駅（しかまこうえき）は、兵庫県姫路市飾磨区細江にあった日本国有鉄道（国鉄）播但線の駅である。
駅名は姫路港飾磨地区の1951年（昭和26年）までの呼称に由来する。当駅はこの港から物資輸送を行うために開設された。

## 歴史
- 1895年（明治28年）4月17日：播但鉄道の飾磨駅（しかまえき）として開業[1]。一般駅。
- 1903年（明治36年）6月1日：播但鉄道が山陽鉄道に営業譲渡。
- 1906年（明治39年）12月1日：国有化により官設鉄道の駅となる[1]。
- 1915年（大正4年）9月21日：飾磨港駅に改称[1]。
- 1984年（昭和59年）2月1日：荷物・車扱貨物の取扱を廃止（旅客駅となる）[1]。
- 1986年（昭和61年）11月1日：廃止[2]。

## 駅構造
頭端式配置の地上駅で、通常は短編成の旅客列車のみのために短い上屋根を駅本屋近くに設置し、機回し線を備える長大な単式ホーム1面1線の旅客用ホームと、機回し線と別々に2棟の上屋根を備える単式ホーム1面1線の貨物ホーム、そしてそれらの間に複数の車両留置線を設置していた。
線路の終端の先に木造駅舎があり、廃止時まで駅員配置駅であった。
姫路港からの貨物輸送に重点が置かれており、最盛期には400人-500人の荷役夫が船と貨車の積み下ろしを行っていたが、1971年の時点で港の貨物はトラック輸送に完全に切り替わっており、小口輸送をこなすのみとなっていた。旅客列車も単行の気動車による朝夕の1往復、計2往復のみの設定であり、廃止時まで状況が改善することはなかった。清水港線の1日1往復に次ぐ、名寄本線の湧別支線や福知山線の尼崎港支線と並ぶ、国鉄時代は旅客列車の密度が少ない区間として知られていた。

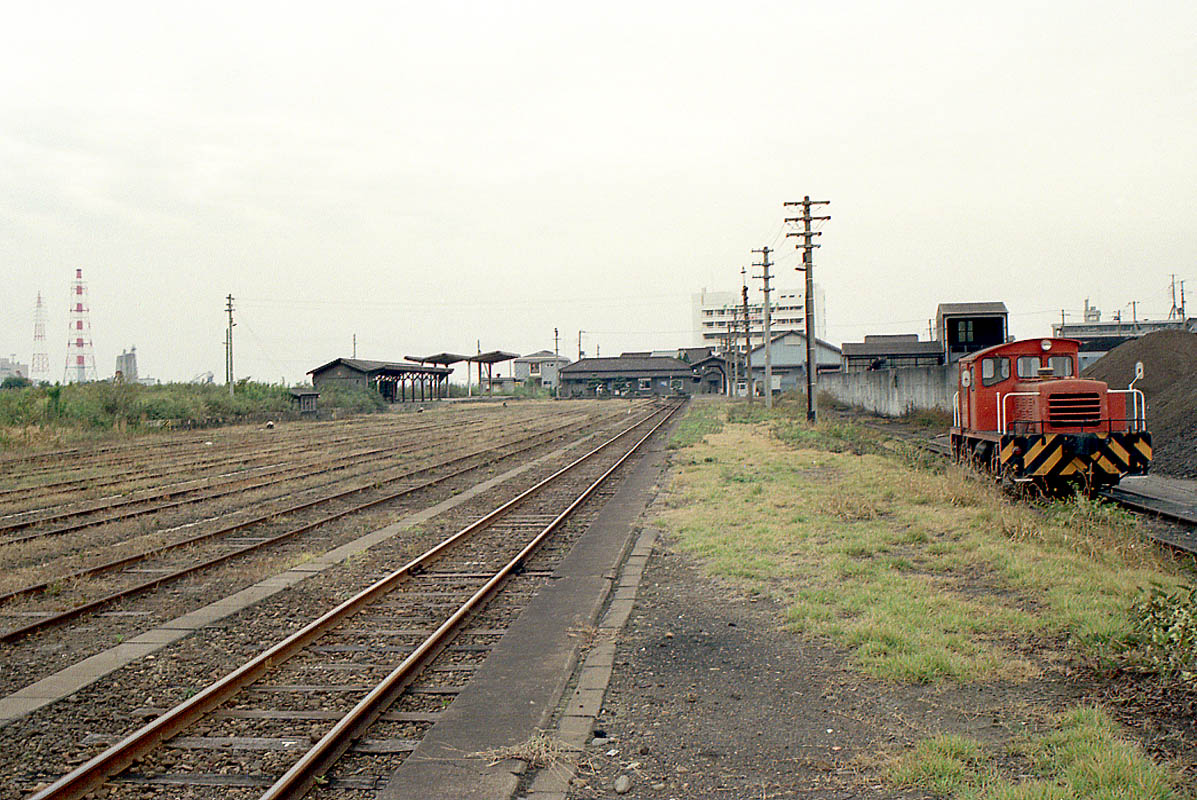
構内全景（1986年）
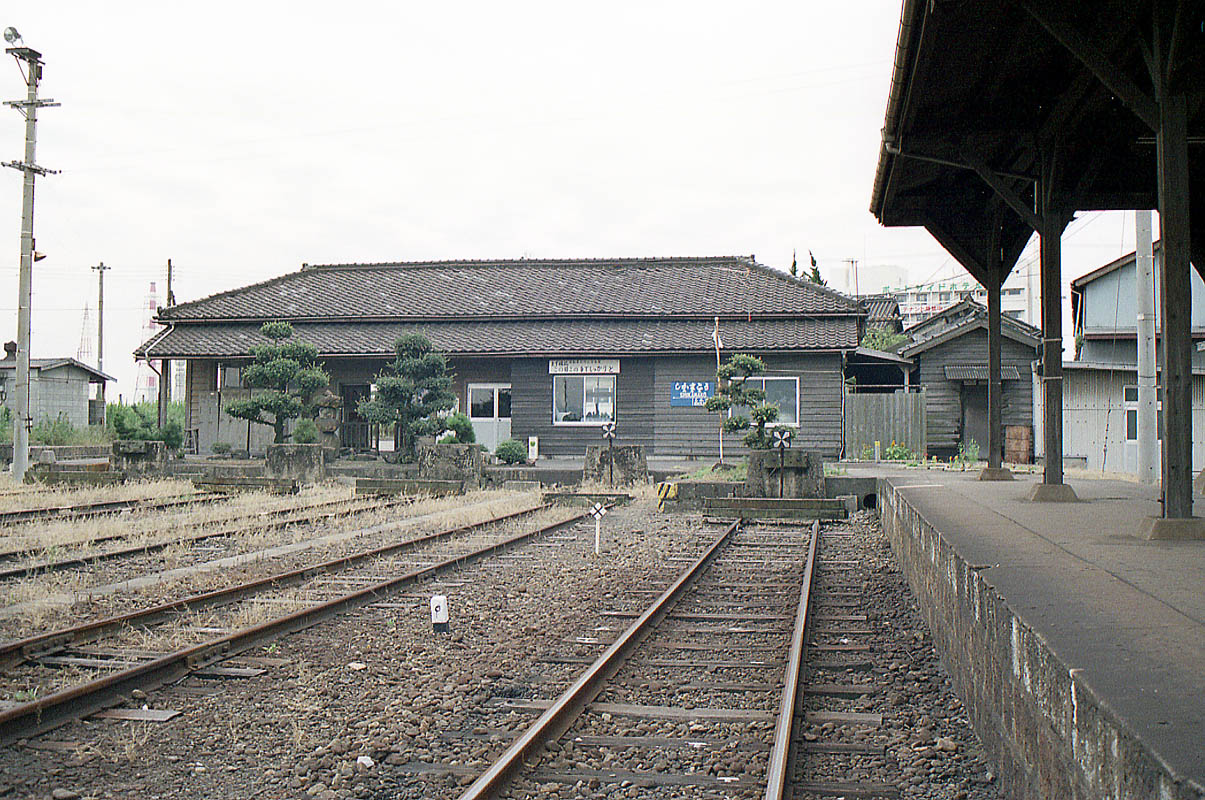
構内から見た駅本屋（1986年）
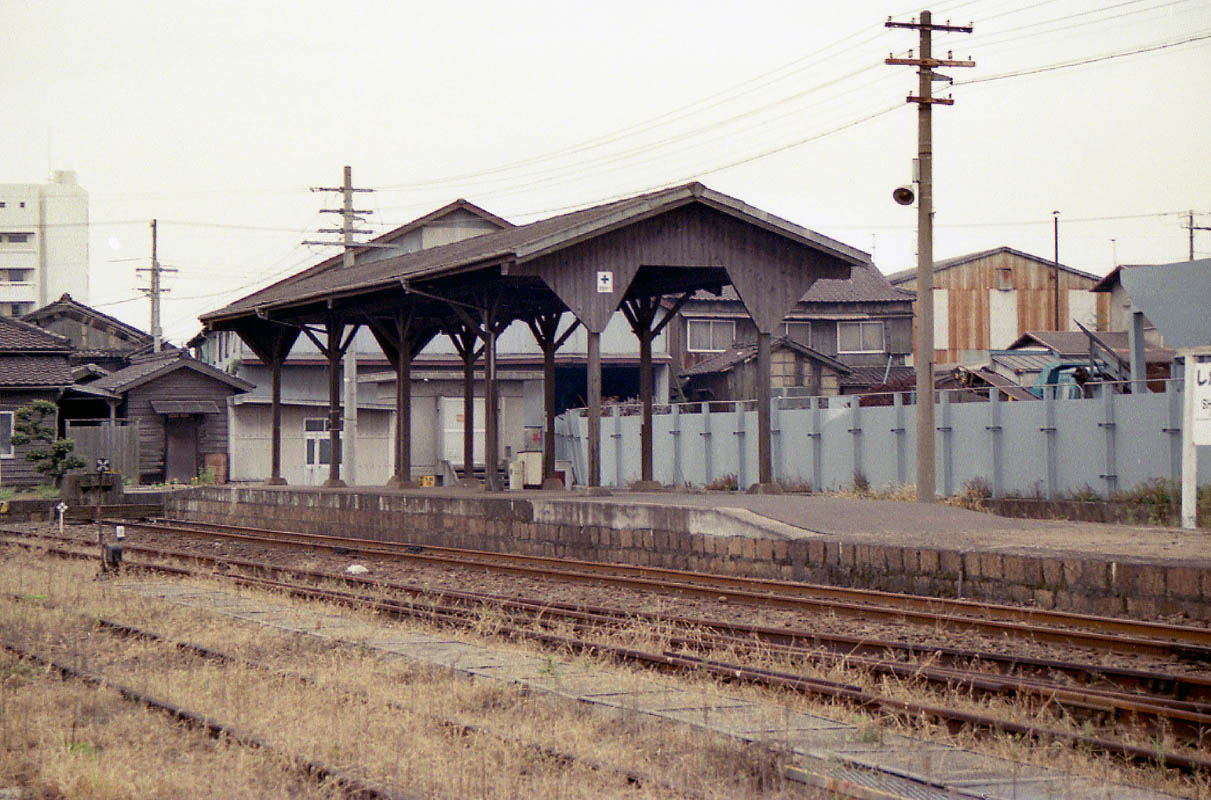
旅客ホーム（1986年）
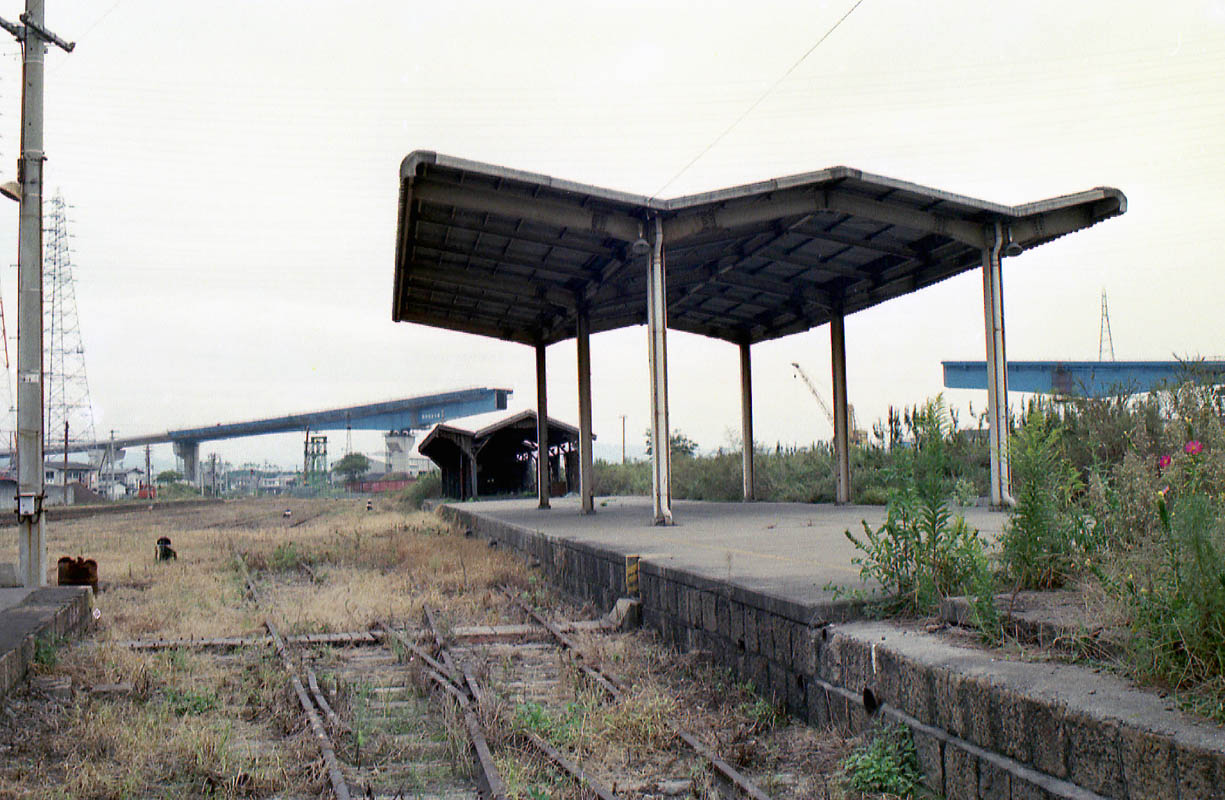
貨物ホーム（1986年）
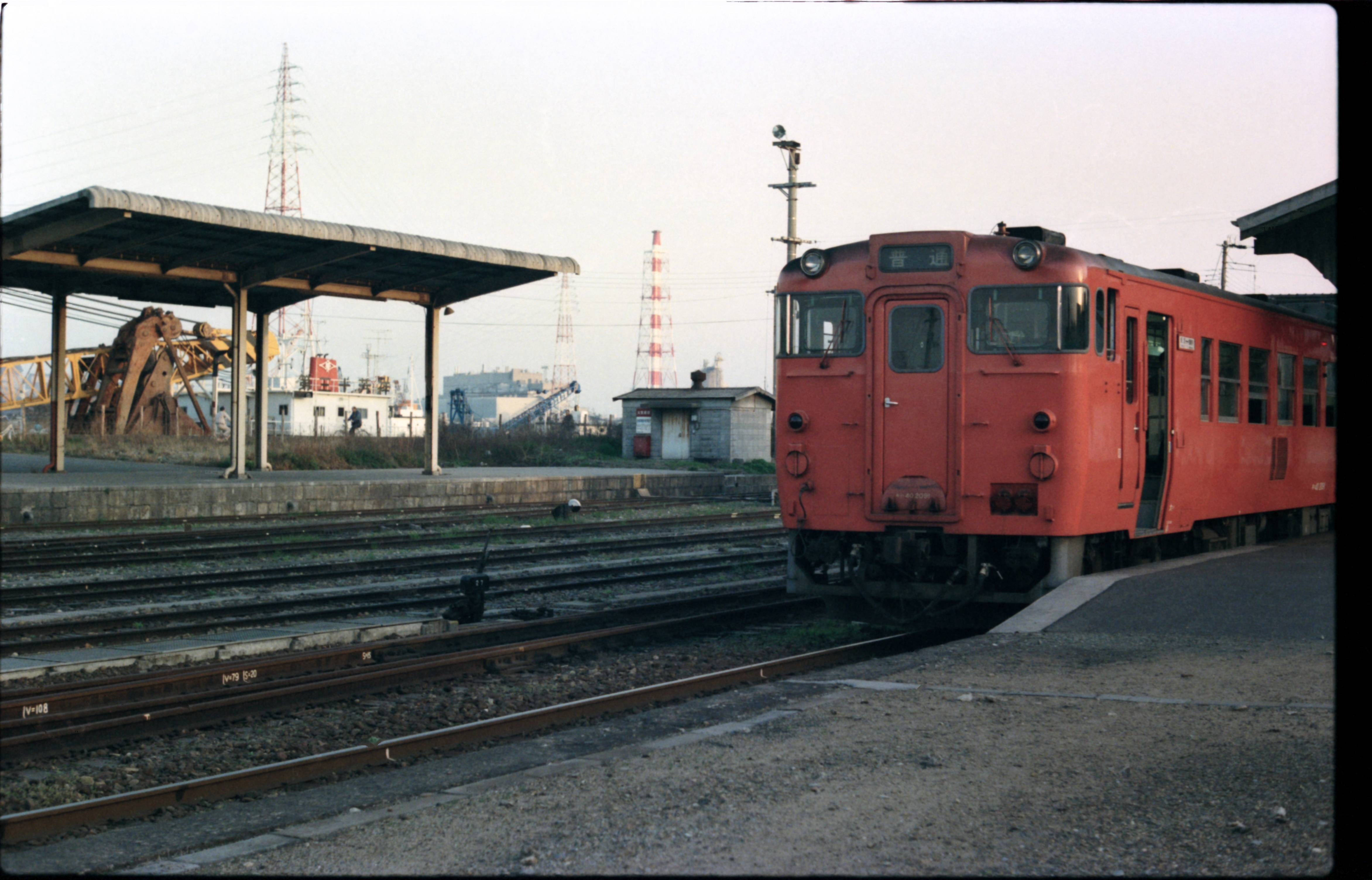
構内（1981年頃）
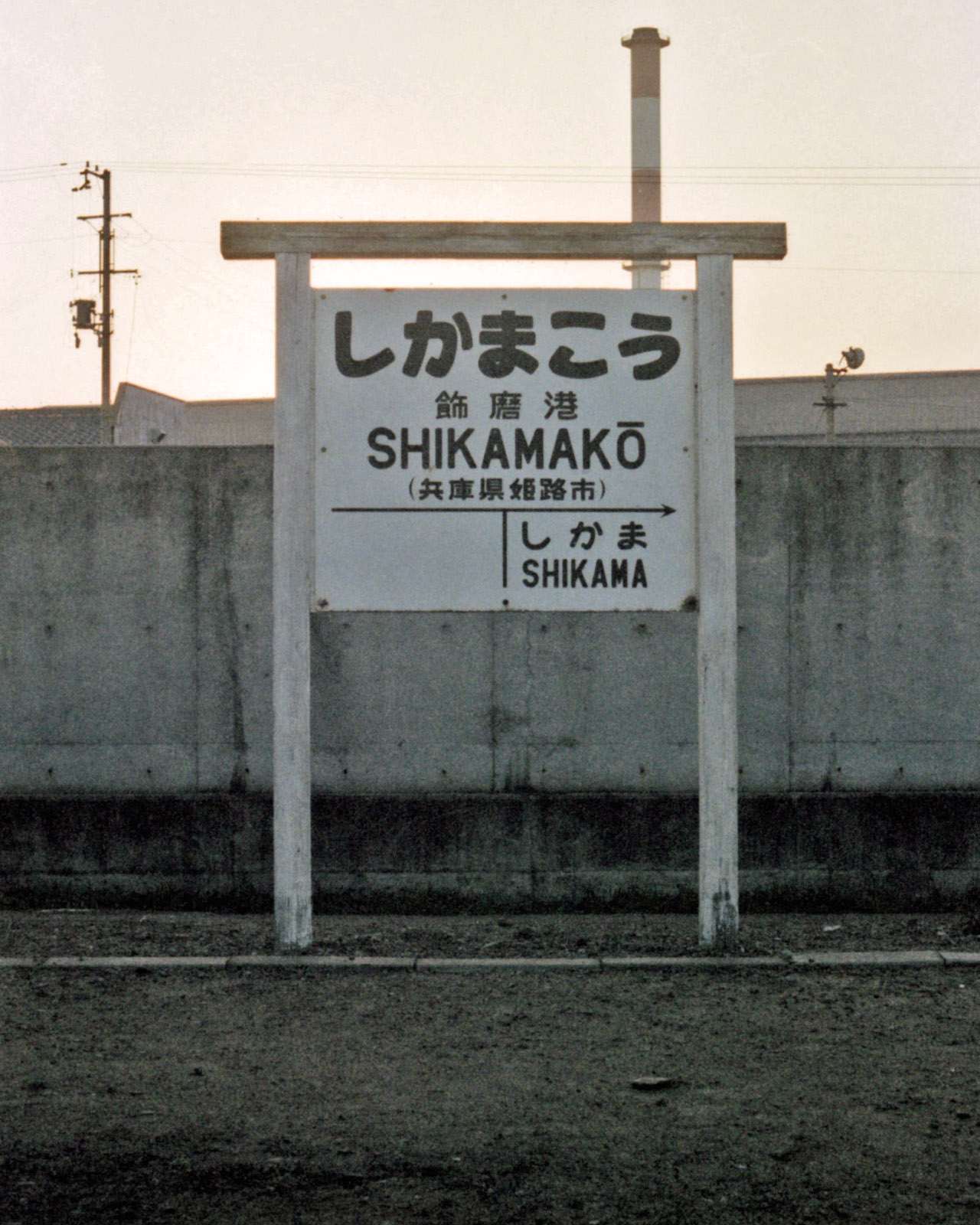
駅名標（1981年頃）

## 駅周辺
- 姫路港
  - 姫路ポートセンター
- 国道436号
- 兵庫県道540号飾磨港線
- 飾磨臨海大橋
- 神姫バス「姫路みなとドーム前」停留所

## 駅跡地
姫路みなとドームとなっている。同施設は2000年（平成12年）5月に竣工した多目的ドームであり、テニスなどのスポーツや展示会など各種イベントに使用される。

## 隣の駅
日本国有鉄道
播但線
飾磨港駅 - 飾磨駅